# Beppe Modenese
Beppe Modenese, en el registro civil, Giuseppe Modenese (Alba, 26 de noviembre de 1929 – Milán, 21 de noviembre de 2020) fue un gerente italiano, presidente honorario de la Cámara Nacional de la Moda italiana.

## Biografía
Personaje principal del Fashion italiano, fue definido “Italy's Primeras Minister of Fashion” por la revista americana "Women's Wear Daily" y “Minister of Elegance” según “Vogue”. Hizo su estreno en el mundo de la moda comenzando a trabajar con Giovanni Battista Giorgini con el cual organizó desfiles y eventos para la promoción de la moda italiana y cuyo punto culminante fue el histórico desfile en la Sala Blanca de Palacio Pitti en 1952 con los diseñadores Roberto Capucci, Vincenzo Ferdinandi, Emilio Pucci, Giovannelli-Sciarra y otros.
En 1953 participó a las iniciativas del naciente Sindicato Italiano de Alta Costura, fundado por los diseñadores romanos entre los cuales las Hermanas Fontana, Vincenzo Ferdinandi, Emilio Schuberth y Alberto Fabiani y que luego se convirtió en la Cámara Nacional de la Moda Italiana: él será Presidente durante muchos años.  En 1960 llegó a ser PR en el sector cosmético, de la Esteé Lauder y poco después también de la Coco Chanel para la cual organizó un desfile de moda a Moscú. En 1978 se encargó de la creación de un polo de moda a Milán, estableciendo el MODIT, así como de la organización de los mayores eventos internacionales de moda y costumbre.
Recibió el título honorífico de Caballero por el Presidente de la Junta de los Ministros en 1985 .
En su larga carrera recibió numerosos reconocimientos por ejemplo el ”Ambrogino d'Oro” del Ayuntamiento de Milán en 1994, “La Rosa Camuna” de la Región Lombardia en 1999 y  la “Lupa Capitolina” el más prestigioso honor de Roma Capital, en 2002 de las manos de Franca Ciampi.